# Тверская старина
«Тверская старина» — иллюстрированный историко-культурный, научно-популярный и краеведческий журнал, издающийся в Твери с 1991 года.

## История
Предшественник издания — журнал «Тверская старина», издававшийся в Старице (Тверская губерния) в 1911—1915 гг. Издателем был старицкий краевед, член Тверской губернской ученой архивной комиссии Иван Петрович Крылов (1865/66-1918), а редактором молодой петербургский историк, впоследствии профессор Калининского педагогического института — Анатолий Николаевич Вершинский (1888—1944).
Издание было возобновлено в 1991 году. Учредителями выступили  Тверской областной фонд культуры, Администрация Тверской области и Администрация города Твери.  Журнал сохранил основное направление своего предшественника, но  был существенно расширен  тематически.
За 1991–2011 годы вышло 33 номеров (1–2 номера в год). Тираж составлял: 3000 (№ 1–8); 2000 (№ 9–13); 1500 (№ 14–17); 1000 (№ 18–24); 300 (№ 25–29).
С 2007 г. — издание осуществлялось только на средства благотворителей. В настоящее время издается  Тверской региональной общественной организацией «Редакция журнала «Тверская старина».
Главный редактор журнала с 1991 по настоящее время (январь 2023) — Татьяна Константиновна Пушай.
Публикуются документальные, исследовательские, научно-популярные, литературно-художественные материалы. Большое внимание уделяется переизданию работ тверских историков 19-20 веков.

## Описание
Постоянные разделы (рубрики)
Наше духовное наследие; Подвижники; Исторические документы, исследования, архив; Тверское краеведение; Философская мысль Твери;  Возрождение национальных культур на Тверской земле; Тверское земство; Тверская архитектура, археология, искусствознание; Тверские меценаты; Литературные страницы «Тверской старины»; Коллекции и коллекционеры. Фотодокументы, гравюры, рисунки; Тверские научные центры, конференции, семинары; Рецензии; Критика; Библиография.
Важнейшие тематические блоки
• История городов и сел Тверской губернии, государственных и общественных учреждений, храмов и монастырей. Социальные группы и сословия. Благотворительность. Ремесла и промыслы. Городское хозяйство. Народное образование. Библиотеки, архивы, музеи, периодическая печать Тверского края.
• Публикации документов (материалы Тверской губернской ученой архивной комиссии, историко-топографические описания населенных мест Тверской губернии, подготовленные в 19-начале 20 веков, мемуарные и эпистолярные материалы).
• Переиздание работ историков Твери 19 — начала 20 веков (Д. И. Карманов, А. К. Жизневский, И. А. Иванов, В. И. Колосов, И. П. Крылов, Е. А. Пушкин, М. В. Рубцов, А. Н. Вершинский и др.)
• История тверской художественной жизни и изобразительного искусства. Тверские усадьбы. Народный быт и культура.
• Тверская археология, источниковедение, генеалогия, топонимика, геральдика.
•Материалы о выдающихся людях Тверского края (князь Михаил Тверской, путешественник Афанасий Никитин, декабрист М. И. Муравьев-Апостол, поэт-декабрист Ф. Н. Глинка, известный деятель Крестьянской реформы 1861 года А. М. Унковский, писатель М. Е. Салтыков-Щедрин, создатель женской учительской школы в Твери П. П. Максимович, тверской городской голова А. Ф. Головинский, земские деятели И. И. Петрункевич, Ф. И. Родичев, Д. Д. Романов и др.)
• Материалы о пребывании в Тверской губернии известных деятелей отечественной культуры (Н. М. Карамзин, К. А. Коровин, А. П. Чехов, А. А. Ахматова, Н. С. Гумилев и др.)
• Тверская Пушкиниана. Материалы о пребывании А. С. Пушкина в Тверской губернии, история пушкинских мест (Берново, Малинники, Курово-Покровское и др.) и их обитателей.
Вышло несколько тематических номеров
•"Тверская старина" — «Обозреватель». Тетерятников В. М. Проблема культурных ценностей, перемещенных в результате Второй Мировой войны. Б/н. 1996.
•Сдвоенный номер 16-17 (1998) посвящён 200-летней годовщине со дня рождения А. С. Пушкина.
•№ 19, посвящённый связям Тверской земли с Индией, представляет собой совместный культурный проект с посольством Индии в Москве и Культурным центром имени Джавахарлала Неру при посольстве.
•№ 20 (2001) Парижская Пушкиниана.
В 1993 году приложением к журналу вышла книга Д. С. Лихачёва «Статьи ранних лет».